# José López Portillo
José López Portillo y Pacheco (Cidade do México, 16 de junho de 1920 — Cidade do México, 17 de julho de 2004), também conhecido em seu país como JOLOPO foi um político mexicano e presidente de seu país entre 1976 e 1982.

## Vida
Nasceu no seio de uma família de destacados intelectuais. Seu avô, José López Portillo y Rojas, distinguiu-se como intelectual no século XIX, foi membro da Academia Mexicana e ministro de dois dos governos conservadores durante a Guerra da Reforma. Seu pai, José López Portillo y Weber, destacou-se no campo das letras e casou-se com Rosário Pacheco.
Enquanto jovem, cursou a licenciatura em Direito na Universidade Nacional de México (atual UNAM). Contraiu primeiras núpcias em 1951 com Cármen Romano, com quem teve três filhos. Entrou para o serviço público pela mão do Partido Revolucionário Institucional, organização que dominou por completo a vida política mexicana no século XX. Em 1961  efetiva o doutoramento em ciências administrativas no Instituto Politécnico Nacional, na Escuela Superior de Comércio y Administración, e após uma rápida ascensão na hierarquia do governo federal, foi nomeado ministro das finanças, cargo que desempenhou entre 1973 e 1975. Nessa altura, os presidentes oriundos do PRI escolhiam pessoalmente os seus sucessores, e José López Portillo foi o escolhido por Luis Echeverría. Durante os meses que se seguiram a esta escolha, López Portillo efetuou uma campanha presidencial sem ter pela frente qualquer adversário: o único partido registado da oposição, o Partido de Ação Nacional (PAN), não apresentou qualquer candidato devido a intensas divisões internas.

## Mandato presidencial (1976-1982)
López Portillo tomou posse em 1 de dezembro de 1976 numa altura em que o ambiente político mexicano era de tensão. A situação política do país era difícil dado que, poucos dias antes, o presidente Echeverría havia procedido a uma das maiores desvalorizações monetárias a que o país alguma vez assistira. Ainda assim, o novo presidente contava com vários fatores em seu favor. A nível pessoal, López Portillo era muito mais carismático que o seu antecessor, e rapidamente conquistou a simpatia popular. Por outro lado, a crise internacional do petróleo, em conjunção com a descoberta de novas reservas petrolíferas no Golfo do México, catapultariam o México para um dos lugares cimeiros no que tocava à exportação de crude neste período, atraindo assim enormes quantidades de divisas ao país num intervalo de tempo relativamente curto.
Os seus principais êxitos deram-se na área das relações exteriores. Organizou a Cimeira Internacional Norte-Sul na cidade de Cancún (1981) como forma de promover o diálogo entre os países ricos e os países do chamado terceiro mundo; procurou conseguir soluções para os vários conflitos armados que então ocorriam em vários países da América Central; retomou as relações diplomáticas com a Espanha (cortadas desde os tempos do franquismo) e recebeu a visita do Papa, o qual rezou uma missa ao ar livre transmitida ao vivo pela televisão pública (algo sem precedentes na história moderna do México). Pelos seus esforços na política internacional foi agraciado com o Prémio Príncipe das Astúrias em 1981.
No entanto, em matéria econômica, a sua administração caracterizou-se por tomar decisões arbitrárias e financeiramente ineptas que levariam ao estalar da crise mais severa da história da nação mexicana. Contagiado pela euforia dos mercados, o governo contraiu uma série de empréstimos de forma pouco responsável, que somados à falta de visão e à corrupção galopante que vigorava no governo federal, acabariam por não só reduzir a zero os benefícios obtidos através do petróleo mas também multiplicariam a dívida externa e conduziriam à desvalorização do peso em cerca de 400%. Durante os últimos anos do seu governo, ocorreu uma fuga maciça de capitais como resultado do pânico instalado entre os investidores devido à má gestão econômica por parte do governo e este último viu-se na necessidade de declarar uma moratória nos pagamentos da dívida e a nacionalização dos bancos.
López Portillo terminou o seu mandato em 1 de dezembro de 1982. Escolheu como seu sucessor Miguel de la Madrid, um conhecido advogado neoliberal com experiência em matéria econômica e o primeiro de uma série de governantes com uma visão orientada pela economia de mercado e formado em universidades estrangeiras.

## Depois da presidência
Afastado da cena política dedicou-se a escrever a sua autobiografia e outros livros com êxito moderado. No entanto, a sua vida privada continuou a ser motivo de escândalo. Após envolver-se num romance tórrido com a sua ministra do turismo, Rosa Luz Alegría, mudou-se com a família para uma faustosa residência situada nos subúrbios da capital mexicana, o que aumentou as suspeitas de estar envolvido em esquemas de corrupção. Em 1995 contraiu segundas núpcias com a atriz Sasha Montenegro, com quem teve dois filhos.
Os seus últimos anos foram particularmente difíceis. Parcialmente paralisado como consequência de uma embolia, viu-se envolvido numa disputa feroz pela custódia dos seus bens, entre os seus filhos do casamento com a senhora Romano e a sua segunda esposa. Morreu aos 84 anos de idade, vítima de uma complicação cardíaca produzida pela pneumonia que o levara a ser internado num hospital dias antes, na Cidade do México em 17 de julho de 2004.

## Alguns dos livros escritos por José López Portillo
- Génesis y Teoría del Estado Moderno (1965)
- Quetzalcóatl (1965)
- Don Q (1987)
- Mis Tiempos (2 tomos, 1988)
- Umbrales (1997)
- El súper PRI (2000)